# Fröhlich Sándor
Fröhlich Sándor (1897. szeptember 11. – 1982. április 6.) válogatott labdarúgó, csatár.

## Pályafutása

### Klubcsapatban
1927 és 1928 között a Ferencvárosban játszott. A Fradiban összesen 24 mérkőzésen szerepelt (3 bajnoki, 20 nemzetközi, 1 hazai díjmérkőzés) és 11 gólt szerzett (1 bajnoki, 10 egyéb).

### A válogatottban
1927-ben egy alkalommal szerepelt a válogatottban.

## Sikerei, díjai
- Magyar bajnokság
  - bajnok: 1927–28

## Statisztika

### Mérkőzése a válogatottban
| Magyarország | Magyarország         | Magyarország | Magyarország | Magyarország | Magyarország | Magyarország | Magyarország | Magyarország |
| #            | Dátum                | Helyszín     | Hazai        | Eredmény     | Vendég       | Kiírás       | Gólok        | Esemény      |
| ------------ | -------------------- | ------------ | ------------ | ------------ | ------------ | ------------ | ------------ | ------------ |
| 1.           | 1927. szeptember 25. | Zágráb       | Jugoszlávia  | 5 – 1        | Magyarország | barátságos   | -            |              |
|              | Összesen             |              |              | 1            | mérkőzés     |              | 0            | gól          |